# Burió
Burió es una población del municipio cántabro de Lamasón, en España. 
Se encuentra a 350 m s. n. m. y dista 4 kilómetros de Sobrelapeña, capital municipal. 
En 2022 contaba con una población de 19 habitantes (INE). 

- Datos: Q5735765
- Multimedia: Burió / Q5735765